# Torre de Bolvir
La Torre de Bolvir és un edifici del municipi de Bolvir (Cerdanya) declarat bé cultural d'interès nacional.

## Descripció
És una alta torre de planta quadrangular de quatre pisos i golfes, amb teulada a quatre aigües. L'accés a la torre està situat al primer pis; és un portal de mig punt adovellat amb un escut a la llinda. La façana està arrebossada i les finestres estan decorades amb motllures. A la façana est hi ha dues petites finestres conopials situades a la part baixa. Dos cossos allargats, de planta rectangular i disposats en forma de V, completen el conjunt.

## Història
És una fortalesa documentada segle xiv. La vila de Bolvir fou donada el 952 pel comte de Cerdanya al monestir de Cuixà. a la concòrdia entre Nunyo Sanç i el comte de Foix es determinà, l'any 1233, que la "forcia noviter facta apud Bolvir" fou destruïda. El 1271 Galceràn de Pinós vengué els dreta sobre la batllia de bolvir a P. de Rippa de Puigcerdà. Durant el segle xiv consten alguns censos de rendes que "ha lo dit senyor (rey) en lo castell de Bolvir, lo qual es del abbat de Sant Miquel". L'any 1698, Bolvir prosseguia dins la jurisdicció de l'abat de Cuixà. La torre va ser reformada per a adaptar-la a habitatge.